# 文德林·維爾納
文德林·维尔纳（1968年9月23日—），法国数学家，菲尔兹奖得主。他生于西德科隆，1977年获得法国国籍。

## 生平
维尔纳于1987年至1991年就读于巴黎高等師範學院。1993年在巴黎第六大学（皮埃尔与玛丽·居里大学）获得博士学位，导师是讓-弗朗索瓦·勒加爾。1991年至1997年在法国國家科学研究中心做研究工作。
他主要研究概率论，尤其是自回避隨機游走和平面布朗運動。他和格雷戈里·勞勒及奧代德·施拉姆在1999年解決本華·曼德博猜想，證明平面布朗運動的包絡的豪斯多夫維數為4/3。三人在2006年获得美国工业与应用数学学会（SIAM）颁发的波利亚奖。同年他也获得国际数学联盟颁发的菲尔兹奖，是第一位以概率論研究獲獎者。他目前任教于苏黎世联邦理工学院，并在法國高等師範學院任兼职教授。
他还获得过劍橋大學Rollo Davidson奖（1998年），费马奖（2001年）和Loève奖（2005年）。
1982年他參演法國電影《無憂的過客》(La Passante du Sans-Souci)，飾演少年時的男主角。這部電影是女明星羅密·施奈德的最後作品。